# Stoner (romance)
Stoner é um romance do escritor americano John Williams, publicado pela primeira vez em 1965. Posteriormente foi relançado, em 1972 pela Pocket Books, em 2003 pela Vintage, e em 2006 pela New York Review Books Classics com uma introdução de John McGahern. No Brasil a obra foi lançada em 2015, pela editora Rádio Londres, com tradução de Marcos Maffei.
Stoner foi categorizado como do gênero romance acadêmico. Stoner conta a vida do homônimo William Stoner, passando pela sua carreira como professor universitário, o casamento com Edith, a relação com sua colega Katherine, e seu amor e busca pela literatura.
Apesar de receber pouca atenção na época de sua publicação, em 1965, Stoner teve uma onda repentina de popularidade e elogios da crítica desde sua republicação na década de 2000, sendo citado por autores como Julian Barnes, Ian McEwan, Bret Easton Ellis e John McGahern.

## Enredo
William Stoner nasceu em uma pequena fazenda em 1891. Um dia, seu pai sugere que ele deveria frequentar a Universidade de Missouri e estudar agricultura. Stoner concorda, mas, enquanto frequentava o curso obrigatório de literatura ele resolve se dedicar à área. Sem contar aos pais, Stoner abandona o curso de agricultura e passa a estudar apenas humanidades. Ele conclui seu mestrado em inglês e começa a lecionar. Em uma festa da faculdade, Stoner conhece e se apaixona por uma jovem chamada Edith, com quem se casa. O casamento de Stoner com Edith tem problemas desde o início. O casal desenvolve uma relação conflituosa, e o nascimento da filha Grace agrava estes conflitos. 
Stoner passa a se dedicar com cada vez mais afinco ao trabalho como professor, e se aproxima de Katherine Driscoll, uma professora mais jovem, e a relação passa a ameaçar sua carreira e casamento.
Na trajetória de Stoner o personagem vive dilemas quanto a Primeira Guerra Mundial, a educação a partir de valores humanistas, e a relação com a morte.

## Personagens
O romance se concentra em William Stoner e nas figuras centrais de sua vida.
- William Stoner: Personagem principal do romance, é um garoto do interior que se tornou professor de inglês. Ele usa seu amor pela literatura para lidar com sua vida familiar insatisfatória.
- Edith Bostwick Stoner: Esposa de Stoner, que teve uma educação rígida e protegida.
- Grace Stoner: Filha única de Stoner e Edith,
- Gordon Finch: Colega de Stoner desde os tempos de pós-graduação.
- David Masters: Outro amigo de Stoner desde a pós-graduação.
- Archer Sloane: professor e mentor de Stoner.
- Hollis Lomax: Professor na mesma faculdade de Stoner.
- Charles Walker: pupilo de Lomax.
- Katherine Driscoll: Uma professora mais jovem da qual Stoner se aproxima.

## Temas
Na introdução do romance, John McGahern escreve que Stoner é um "romance sobre trabalho". Isso inclui não apenas o trabalho como ofício, mas também os esforços que se colocam na vida e nos relacionamentos.
Um dos temas centrais do romance é a manifestação da paixão. As paixões de Stoner se manifestam em fracassos, como prova o triste fim de sua vida. Stoner tem duas paixões principais: conhecimento e amor. De acordo com Morris Dickstein, "ele falha em ambos". O amor também é um tema amplamente debatido em Stoner . A representação do amor no romance vai além dos relacionamentos. Tanto Stoner quanto Lomax descobriram o amor pela literatura no início de suas vidas, e é esse amor que perdura por toda a vida de Stoner.
Edwin Frank, editor da NYRB Classics, que reeditou o romance em 2005, aponta que Stoner aborda muitos elementos existenciais. "Não acho que seja um erro endossar Camus por trás disso", sugere Frank, "a história de um homem solitário contra o mundo, escolhendo sua vida, tal como ela é. Às vezes eu digo que o livro é um pouco como uma pintura de Edward Hopper, ilustrando casas de madeira lançando sombras duras em gramados verdejantes."

## Estilo
John McGahern, na introdução de Stoner, e Adam Foulds, no jornal The Independent, elogiam a prosa de Williams por sua frieza e simplicidade fatual. Foulds afirma que Stoner tem um "ritmo narrativo impecável [que] flui como um rio". A prosa de Williams também é bem avaliada por sua clareza por Charlotte Heathcote, no jornal The Daily Express. Em entrevista à BBC, o autor Ian McEwan chama a prosa de Williams de "versada". Sarah Hampson, no jornal The Globe and Mail, escreve que a "descrição da mesquinheza política acadêmica de Williams parece o trabalho de alguém que faz anotações clandestinas em reuniões enfadonhas do corpo docente". Sua crítica também considerou Stoner "silenciosamente bonito e comovente" e "construído com precisão".

## Contexto
A vida de John Williams foi semelhante à de seu personagem em Stoner. Ele foi professor de inglês na Universidade de Denver até se aposentar, em 1985. Como Stoner, teve contrariedades com colegas de trabalho no mundo acadêmico e se dedicou profundamente a esse trabalho, ligando seu romance a momentos da sua própria vida, embora no prefácio do romance Williams afirme que é tudo no livro é inteiramente "uma obra de ficção" e não tem nenhuma semelhança com quaisquer pessoas ou eventos que ele viveu na Universidade de Missouri.

## Recepção
Em 1963, a própria editora de Williams questionou o potencial de Stoner para ganhar popularidade e se tornar um best-seller. Em sua publicação de 1965, houve algumas críticas elogiosas. Um exemplo é a do The New Yorker, na edição de 12 de junho de 1965, que elogiava Williams por criar um personagem dedicado ao seu trabalho, mas enganado pelo mundo. As críticas com uma avaliação positiva apontaram para a voz verdadeira com a qual Williams escreveu sobre as condições da vida, e muitas vezes compararam Stoner a seu outro romance, Augustus, no que se refere aos personagens e a direção do enredo. Irving Howe e C. P. Snow também elogiaram o romance. No entanto, as vendas do romance não refletiram esses comentários positivos. A obra vendeu menos de 2.000 cópias, e não foi reimpressa no ano seguinte.
Stoner voltou a ser editado como um livro de bolso para o mercado de massa, em 1972, pela Pocket Books. Outras edições foram lançadas em 1998, pela University of Arkansas Press, depois em 2003 na versão de livro de bolso pela editora Vintage, e em 2006 pela New York Review Books Classics. A romancista francesa Anna Gavalda traduziu Stoner para o francês em 2011, e em 2013 as vendas para as livrarias triplicaram.  Após ser republicado e traduzido para vários idiomas, o romance "vendeu centenas de milhares de exemplares em 21 países".